# The Wagons Roll at Night
 (енгл. The Wagons Roll at Night) је амерички филм режисера Реја Енрајта са Хамфријем Богартом, Силвијом Сидни и  Едијем Албертом у главним улогама.

## Улоге
| Глумац        | Улога         |
| ------------- | ------------- |
| Хамфри Богарт | Ник Костер    |
| Силвија Сидни | Фло Лорејн    |
| Еди Алберт    | Мет Варни     |
| Џоун Лесли    | Мери Костер   |
| Сиг Руман     | Хофман Велики |